# Gray Peak
La montaña Gray Peak tiene una elevación de 3.527 m. y es parte de la cordillera Clark. Está ubicada cerca de la frontera sur del Parque nacional de Yosemite, en el condado de Madera en California, Estados Unidos. Está a 2,1 kilómetros al norte de Red Peak y a 2,4 kilómetros al sur-sureste de Monte Clark. Gray Peak es también el cuarto pico más alto de Clark Range. Fue llamado oficialmente así el 1 de enero de 1897.